# Rhodaniridogorgia superba
Rhodaniridogorgia superba är en korallart som först beskrevs av Nutting 1908.  Rhodaniridogorgia superba ingår i släktet Rhodaniridogorgia och familjen Chrysogorgiidae. Inga underarter finns listade i Catalogue of Life.